# Марс-3

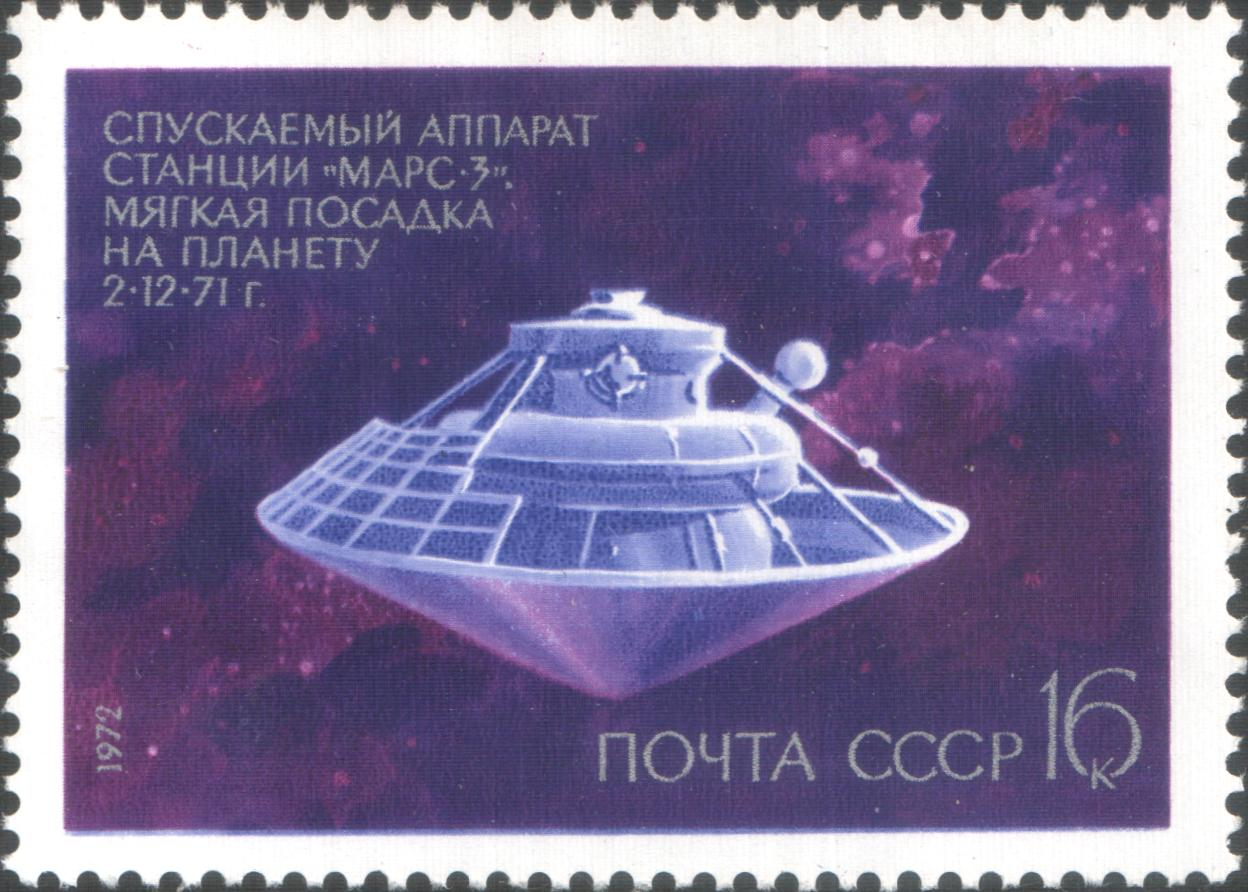
«Марс-3». Поштова марка СРСР, 1972.

«Марс-3» — радянська автоматична міжпланетна станція четвертого покоління із серії КА «Марс», призначена для дослідження Марса як з орбіти, так безпосередньо з поверхні планети. Для цього АМС мала у своєму складі посадковий модуль. Розроблена в НВО ім. С. О. Лавочкіна.

## Технічна характеристика конструкції
- Маса КА: 4625 кг
- Маса орбітального апарата: 3625 кг
- Маса посадкового модуля на поверхні марса: 355 кг.

Основу орбітального відсіку складав блок баків головної рухової установки циліндричної форми. До цього блоку кріпилися сонячні батареї, параболічна гостронаправлена антена, радіатори системи терморегулювання, апарат приземлення, і приладовий відсік.
Приладовий відсік був тороїдальний герметичний контейнер, у якому розміщувалися бортовий обчислювальний комплекс, системи навігації та орієнтації та інше. Зовні на приладовому відсіку кріпилися прилади астронавігації.
Посадковий модуль був сферою, закритою конічним аеродинамічним щитком. Згори на посадковий модуль був прикріплений тороїдальний приладово-парашутний відсік, що містив у собі сам парашут, і прилади, необхідні для забезпечення відведення, стабілізації, здійснення сходу з навколомарсіанської орбіти, гальмування і м'якої посадки.
До складу посадкового модуля входив марсохід, прилад оцінки прохідності — марса (ПрОП-М).

## Перебіг космічної експедиції
Станція була запущена з космодрому Байконур за допомогою ракети-носія «Протон-К» 28 травня 1971 року о 19:26 за київським часом.
На відміну від АМС попереднього покоління, «Марс-3» був спочатку виведений на навколоземну орбіту, а потім, за допомогою розгінного Блоку Д, переведений на міжпланетну траєкторію. До моменту зближення з Марсом політ проходив за програмою.
2 грудня 1971 року була здійснена перша у світі м'яка посадка на поверхню Марса. Апарат почав передачу панорами навколишньої поверхні, але отримане зображення було сірим фоном з ледве помітною лінією горизонту. Через 14.5 секунд сигнал пропав. Те ж саме повторилося з іншим телефотометром. Згодом були висунені гіпотези про те, що причиною раптового зникнення сигналу з поверхні був коронний розряд в антенах передавача, або проблема з акумуляторною батареєю.
Орбітальний модуль продовжував дослідження Марса з орбіти до вичерпання азоту в системі орієнтації і стабілізації 23 серпня 1972 року.